# Le Prince et le Pauvre (film, 1990)
Pour les articles homonymes, voir Le Prince et le Pauvre (homonymie).
Pour plus de détails, voir Fiche technique et Distribution.
Le Prince et le Pauvre (The Prince and the Pauper) est un moyen-métrage d'animation des studios Disney sorti en 1990 et inspiré de l'histoire homonyme de Mark Twain, parue en 1882.

## Synopsis
Dans un royaume d'Angleterre, autrefois prospère et paisible, le roi tombe gravement malade alors que débute l'hiver, et doit rester alité... Le capitaine de la garde royale (Pat Hibulaire) devient alors régent et, aidé de son armée de fouines, vole la nourriture du peuple et terrorise la population en profitant de l'autorité du roi.
Dans ce contexte, le Prince héritier du royaume (Mickey Mouse), qui s'ennuie à cause de son quotidien monotone et des leçons de son professeur (Horace Horsecollar) et ne se distrait qu'en énervant son valet Donald (Donald Duck), aimerait pouvoir sortir de son château pour aller s'amuser... De son côté, un Pauvre du nom de Mickey (Mickey Mouse), tente de survivre dans ce contexte de désolation avec son chien Pluto et son meilleur ami Dingo en vendant du bois. Un jour, alors que le trio rêvent d'un meilleur quotidien en tant que souverain, Pluto est attiré par le chariot de victuailles volé par le Capitaine Pat et ses sbires. Partant à sa poursuite, le Pauvre ne parvient à le rattraper, et son chien fini à l'intérieur du château. Mais grâce à un garde fouine, qui le confond avec le Prince, il parvient à entrer, mais se fait vite rattraper par le Capitaine qui veut lui donner une correction. Alerté par les aboiements de Pluto venu défendre son maître, le Prince accorde une audience au Pauvre...
Alors que Mickey admire son reflet dans les dalles du palais, il fait tomber par mégarde les armures de décoration, et se prend un haume sur la tête. Le bruit attire le Prince, qui se retrouve également dans la même situation. Lorsque les deux souris se détachent de leur couvre-chef, ils constatent avec grand étonnement leur ressemblance frappante. En parlant de son quotidien qu'il trouve ennuyeux, le Prince ne peut s'empêcher d'envier le quotidien "libre" de son sosie, et déclare espérer en profiter pour une journée. Une idée lui vient alors en tête : les deux souris échangent leurs places respectives (le Pauvre en Prince, et le Prince en Pauvre), afin que chacun puisse profiter du quotidien de l'autre. Cela ne réjouit par pour autant Mickey Mouse (le Pauvre), qui ne sait comment cacher l'existence du vrai prince alors que le roi est mourant. Mais le Prince se montre confiant, affirmant qu'il reviendra vite et qu'il sera reconnaissable par une bague qu'il garde sur lui. La ruse du Prince fonctionne car le Capitaine le met à la porte sans état d'âme, confondant le Prince avec le Pauvre. Une fois dehors, le Prince rencontre Dingo (qui semble ne pas comprendre le changement d'attitude de "Mickey") et Pluto, qui semble avoir compris qu'il ne s'agissait pas de son vrai maître.
Les deux souris découvrent la vie respective de l'un et de l'autre, non sans y voir les nombreux défauts de ces différences de quotidien. Le Pauvre suit les leçons du Prince dans lesquelles il n'excelle que très peu, et le Prince découvre malgré lui les horribles conditions de vie de son peuple, affamé et incrédule face à la situation. Dans un acte de justice et de charité, le Prince utilise sa bague pour empêcher un garde d'emporter la nourriture du peuple au château pour ensuite les redistribuer, mais manque de se faire arrêter par la garde royale. Il ne doit son salut qu'à Dingo, venu le sauver et emportant ensemble chariot de victuailles. Dans les sous-sols du palais, Pat apprend par l'un de ses gardes que le pauvre qu'il pensait avoir mis hors du palais n'était autre que le Prince, l'épisode de la bague et du chariot de nourriture remontant à ses oreilles (et comprenant de ce fait que le Pauvre est au sein du palais en prenant la place du Prince). Sachant qu'il risque la potence pour avoir maltraité le Prince déguisé à son insu, un plan se construit dans son esprit, dans l'optique que le Prince ne revienne jamais "en vie" au palais. De son côté, Mickey entends les dernières volontés du Roi avant qu'il ne s'éteigne. Comprenant que la situation devient urgente et que le prince doit être couronné au plus vite, il n'a pas le temps de faire quoi que ce soit que Pat survient pour le menacer : si le Pauvre ne devient pas roi comme il aurait dû être prévu pour le vrai Prince, il s'en prendra à Pluto, qu'il garde comme otage.
Le Prince, chez Dingo, apprend la mort du Roi. Décidé à rétablir la situation au sein du royaume et honorant sa place de prince, il prévoit de rentrer au palais avec le soutien de Dingo (qui a compris sa véritable identité). Mais ils sont surpris par Pat et ses sbires, qui capture le Prince tandis que Dingo parvient à s'échapper par la fenêtre. Au cachot, le Capitaine dévoile subtilement son plan : lorsque le Pauvre sera couronné roi à la place du Prince, ce dernier sera exécuté, et Pat aura la main basse sur le trône en manipulant le Pauvre. Emprisonné avec Donald, son valet, le Prince se fait miraculeusement libéré par Dingo, venu sauver les prisonniers déguisé en bourreau et ayant assommé le garde qui surveillait la prison. Le trio a juste le temps de s'enfuir avant de se faire attraper par les gardes. De son côté, malgré la menace contre lui au sujet de Pluto, le Pauvre retarde comme il le peut le couronnement, jusqu'à l'arrivée in extremis du véritable Prince, qui engage un combat contre le capitaine Pat. Avec l'aide de Donald et Dingo, les gardes royaux se retrouvent entremêlés dans un lustre qui roule vers Pat, qui finit emporté avec ces derniers après s'être retrouvé en mauvaise posture.
Les deux souris se retrouvent, ravis de leur exploit d'avoir fait échouer le plan de Pat, mais l'évêque chargé du couronnement est incrédule face à la ressemblance du Prince et du Pauvre, et ne peut les différencier que grâce à l'intervention de Pluto accourant vers son maître déguisé en Prince. Finalement, le vrai Prince est couronné Roi d'Angleterre, et assura la prospérité de son royaume en étant secondé de Mickey (le Pauvre) et Dingo, conformément aux dernières volontés du défunt roi.

## Fiche technique
- Titre original : The Prince and the Pauper
- Titre français : Le Prince et le Pauvre
- Réalisation : George Scribner, assisté de Michael Serrian et Dale Baer
- Scénario : Charles Fleischer, Gerrit Graham, Samuel Graham, Chris Hubbell et Jenny Tripp d'après Mark Twain
- Conception graphique :
  - Développement visuel : Sue C. Nichols
  - Storyboard : Roger Allers, Mark Dindal, Vance Gerry, Kevin Harkey, Kent Holaday, Daan Jippes, Robert Lence, Burny Mattinson, Gary Trousdale, Kirk Wise
  - Cadrage : Jim Bethold (supervision), Jeff Dickson, Mark Hodgson, Daniel Hu, Mark Kalesniko, Tom Shannon, Allen Tam, Doug Walker, Jennifer Yuan
  - Décors : Greg Drolette, Natalie Franscioni-Karp, Dick Heichberger, Jeffrey Richards, Ric Sluiter, Robert E. Stanton, Lucy Tanashian-Gentry
- Animation :
  - Supervision de l'animation : Dale Baer, Janet Bruce, Andreas Deja
  - Animateurs : Tim Allen, Tony Anselmo, Wayne Carlisi, Michael Cedeno, Jesse Cosio, Doug Frankel, Lennie K. Graves, Bridgitte Hartley, Mark Henn, Jay Jackson, Dan Jeup, Mark Kausler, Douglas Krohn, Ernesto López, Brian Mitchell, David Nethery, Michael Polvani, Tom Sito, Phillip Young, assistés de Arland Barron, Scott Claus, Brian Ferguson, Michael Surrey
  - Assistants animation personnages : David Courtland, Geoff Everts, Mark Fisher, Stan Green, Carl P. Hall, Ko Hashiguchi, Tim Ingersoll, Rick Kohlschmidt, Susan Lantz, Boowon Lee, Leticia Lichtwardt, William Recinos, Joe Roman, Raul Salaiz, Glenn Schmitz, Susan Sugita, Michael Toth, Jim Van der Keyl, Dougg Williams
  - Vérification animation : Eleanor Dahlen, Kim Patterson, Mea Corman, Pat Sito
  - Baer Animation : Jane Baer, Paul Bauman, Jill Skinner, Hope S. Parker
  - Conception personnages : Patrick Joens, Brett Newton, Rubén Procopio (supervision), Kathleen M. Bailey, Chris Chu, Merry Kanawyer Clingen, Ken Cope, June K. Fujimoto, Ginny Parmele, Nelson Recinos, Dana M. Reemes, Maria Rosetti, Bruce Strock, Maureen Trueblood, Terry Wozniak assistés de Sue Adnopoz, Thomas Cook
  - Intervallistes : Lillian A. Chapman, Anthony B. Christov, Laurey Foulkes, Kris Heller, Janice Inouye, Barry Johnson, William Mims, Michael Mitchell, Dennis Nell, Gregorio Nocon, Eunice Ok Yu, Marsha Park, Cheryl Polakow, Mary-Jean Repchuk, Norma Rivera, Jacqueline M. Sanchez, David Simmons, Chris Waugh, Ron Westlund, Dave Woodman, Huye Young Curley, Pil Young Song
  - Encre et Peinture : Gretchen Maschmeyer Albrecht, Frances Kirsten, Cherie McGowan (supervision), Jason Buske, Irma Cartaya-Torre, Greg Chin, Chris Conklin, Suzie Ewing, Robert Kerr, Al Kirsten, Michael D. Lusby, Pamela Manes, Mónica Méndez, Mark Michael, Al Moore, Victoria Novak, Lisa Reinert, L. Rippenberger, Laurie Sacks, Elsa Sesto, Andrew Simmons, Joann Tzuanos, Pam Vastbinder, Sharon Vincent, Loretta Weeks
  - Encrage : Darlene Kanagy, Eve Fletcher, Karan Lee Storr, Peggy Gregory, Tatsuo Watanabe, Valerie Green
  - Peinture : Barbara Lynn Hamane, Bethann McCoy (supervision),Anis M. Rubiez, Annette Leavitt, Chris Naylor, David J. Zywicki, Debbie Mihara, Denise Wogatzke, Eddie Hofmann, Elena Marie Cox, Gary G. Shafer, Gina Howard, Lada Babicka, Leonor Gonzales Wood, Linda Redondo, Marcia Sinclair, Mimi Frances Clayton, Monica Marroquin, S. Ann Sullivan, Sharon Rehme, Sheryl Ann Smith, Tania Burton, Teri McDonald, Valentine Paul, Denise A. Link, Kathy Day Wilbur, Sybil Cuzzort
  - Couleurs : Betsy Ergenbright, Maria Gonzalez, Christina Stocks, Linda Webber
  - Traitement celullos : Daryl Carstensen, Florida M. D'Ambrosio, Rose DiBacci, Frances Moralde, Teresita M. Proctor
  - Processus xérographique : Tina Baldwin, Marlene Burkhart, Daryl Carstensen, Douglas Eugene Casper, Warren Coffman, Chris Conklin, Diana Dixon, Gareth Fishbaugh, Eve Fletcher, Robin Garrison, Valerie Green, Peggy Gregory, Darlene Kanagy, Jessie A. Palubeski, Catherine F. Parotino, Leyla deI.C. Pelaez, Janet Rea, Karan Lee Storr, Sherri Vandoli, Angelo Villani, Tatsuo Watanabe
  - Vérification : Annette Vandenberg (supervision), Wilma Baker, Kathy Barrows-Fullmer, Jan Browning, Rhonda L. Hicks, Janette Hulet, Madlyn O'Neill, Paul Steele, Howard Schwartz
- Montage : H. Lee Peterson
- Musique :
  - Supervision : Stan Jones
  - Musique additionnelle : Stuart Balcomb, John Richards
  - Mixage : Dennis S. Sands
- Direction de production : Annamarie Costa, Tim O'Donnell (Floride) assistés de Donovan Cook, Alice Dewey, Sutherland C. Ellwood, Alexander Rannie
- Producteur délégué : Dan Rounds assisté de Dan Lund, David Nolan, Eric van der Nagel, Greg Chalekian, Gregory Hinde, Robert Lassers
- Production : Walt Disney Pictures
- Distribution : Buena Vista Pictures
- Format : Couleurs - 1,85:1 - Stéréo
- Durée : 24 minutes
- Dates de sortie :
  - États-Unis : 16 novembre 1990[1]
  - France : 27 novembre 1991

 Sauf indication contraire, les informations mentionnées dans cette section peuvent être confirmées par la base de données cinématographiques IMDb,  présente dans la section « Liens externes ».

## Distribution

### Voix originales
- Wayne Allwine : Mickey Mouse / le prince
- Bill Farmer : Goofy (Dingo) / Horace / 1re fouine / Pluto
- Tony Anselmo : Donald Duck
- Arthur Burghardt : Captain Pete (Pat Hibulaire)
- Charles Adler : 2e et 3e fouines / cochon chauffeur / paysan / passant
- Frank Welker : l’archevêque / le Roi mourant
- Elvia Allman : Clarabelle Cow
- Tim Eyster : 1er garçon
- Rocky Krakoff : 2e garçon
- Roy Dotrice : narrateur

### Voix françaises
- Jean-Paul Audrain : Mickey Mouse / le prince
- Gérard Rinaldi : Dingo
- Sylvain Caruso : Donald Duck
- Michel Vocoret : Capitaine Pat
- Jean Berger : narrateur
- Michel Mella : Le Chef des Fouines
- Jean-Pierre Leroux : Horace Horsecollar
- Louis Arbessier : le Roi mourant
- Jacques Marin : l'archevêque

## Sorties cinéma
- 16 novembre 1990 - États-Unis
- 14 juin 1991 - Brésil
- 19 juillet 1991 - Argentine
- 11 octobre 1991 - Royaume-Uni
- 27 novembre 1991 - France
- 29 novembre 1991 - Finlande et Suède
- 1er décembre 1991 - Espagne
- 6 décembre 1991 - Pays-Bas
- 8 décembre 1991 - Italie
- 12 décembre 1991 - Allemagne
- 15 décembre 1991 - Australie

## Commentaires
- La partie "Encre et Peinture" du film a été réalisée au sein des Walt Disney Animation Florida.
- Le film est sorti en France et aux États-Unis en première partie du long-métrage Bernard et Bianca au pays des kangourous et Tom et Jerry, le film au Québec[Passage contradictoire], complétée par dix autres minutes d'animation[1].